# Сецце
Сецце (итал. Sezze) — город в Италии, располагается в регионе Лацио, подчиняется административному центру Латина. 
Святой покровитель города — Карл из Сецце. Население составляет 22 835 человек (на 2004 год), плотность населения составляет 216 чел./км². Город занимает площадь 101 км². Почтовый индекс — 004018. Телефонный код — 0773.

## История
Прежде на этой плодородной земле жили вольски — народ умбро-сабельского происхождения. Вольски были свободолюбивы и воинственны, и занимались на этой территории земледелием, рыболовством и морским грабежом.
Так, Тит Ливий пишет о 23 городах этого умбро-сабельского народа, а среди их городов и об одной из их столиц — Суэсса Помеция (лат. Suessa Pometia), и она славилась многолюдством и богатством, а в другом источнике указано что Суэсса-Помециа (на начало XX столетия — Сецце) была на краю Понтинского болота (Pomptinae paludes). При южном ветре, Понтинские болота, распространяли заразную атмосферу по плоским частям области, вследствие чего жители селились на более или менее возвышенных местах. В другом источнике указано что в прежнее время в этой местности процветали 23 города и местечка (или села) — не более как сказка.
Во время римского владычества на Итальянском полуострове эти земли были захвачены и присвоены латинами себе.